# Mary Sherman Morgan
Mary Sherman Morgan, née le 4 novembre 1921 à Ray dans le Dakota du Nord et morte le 4 août 2004, est une chimiste américaine ayant notamment conçu l'Hydyne, un carburant ayant servi à propulser le lanceur Juno I, qui a envoyé Explorer 1, le premier satellite américain.

## Biographie

### Jeunesse
Mary Sherman est née de Michael et Dorothy Sherman dans leur ferme à Ray, dans le Dakota du Nord, elle est la deuxième plus jeune de six frères et sœurs. En 1939, elle termine major de promotion de son lycée. Elle s'inscrit ensuite à l'université d'État de Minot, dans le Dakota du Nord, en tant qu'étudiante en chimie,,.

### Étude et éclatement de la guerre
Pendant les études universitaires de Morgan, la Seconde Guerre mondiale éclate. En raison du fait que les hommes partent se battre à l'étranger, les États-Unis connaissent rapidement une pénurie de chimistes et d'autres scientifiques. Un recruteur local a entendu dire que Sherman avait des connaissances en chimie et lui a offert un emploi dans une usine de Sandusky, dans l'Ohio. Il ne lui dit pas quel produit l'usine fabrique, ni en quoi consistera son travail, mais seulement qu'elle devra obtenir une habilitation de sécurité top secrète. À court d'argent, elle décide d'accepter le poste, même si cela signifie qu'elle doit reporter l'obtention de son diplôme. Il s'agit de l'usine de munitions Plum Brook Ordnance Works, chargée de fabriquer des explosifs tels que le trinitrotoluène (TNT), le dinitrotoluène (DNT) et la pentolite. Le site a produit plus d'un milliard de livres de munitions tout au long de la Seconde Guerre mondiale,.
Mary Sherman tombe enceinte hors mariage en 1943, un dilemme difficile à une époque où un tel comportement était considéré comme extrêmement honteux et où les femmes devaient souvent avorter dans la clandestinité ou se cacher de leurs amis et de leur famille. À cette époque, elle vivait chez sa cousine germaine, Mary Hibbard, à Huron, dans l'Ohio. En 1944, elle donne naissance à une fille, Mary G. Sherman, qu'elle a ensuite donnée en adoption à Hibbard et à son mari, Irving. L'enfant est rebaptisée Ruth Esther,,.
Après avoir passé les années de guerre à concevoir des explosifs pour l'armée, elle postule pour un emploi chez North American Aviation et est employée dans leur division Rocketdyne, basée à Canoga Park, en Californie. Peu de temps après son embauche, elle a été promue au rôle de spécialiste des performances théoriques, ce qui l'obligeait à calculer mathématiquement les performances attendues des nouveaux moteurs-fusées,. Sur 900 ingénieurs, elle est la seule femme et l'une des rares à ne pas avoir de diplôme universitaire,.
Alors qu'elle travaille chez North American Aviation, elle rencontre son futur mari, George Richard Morgan, diplômé en génie mécanique de Caltech. Ensemble, ils ont quatre enfants : George, Stephen, Monica et Karen,.

### Course à l’espace

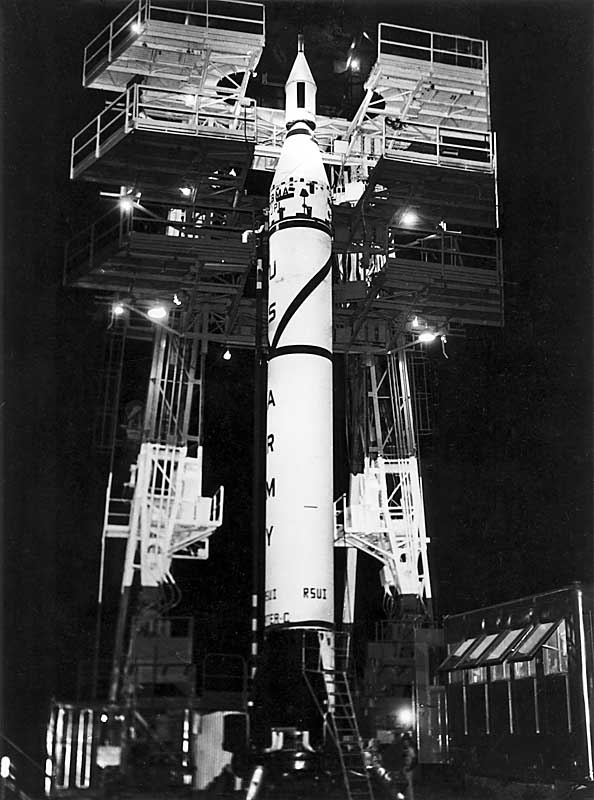
Le Jupiter-C RS-27.

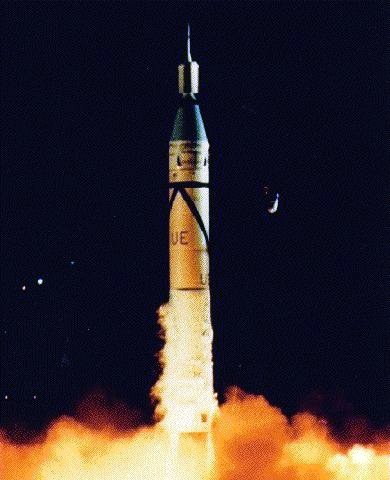
Le Juno I RS-29 lance le premier satellite américain Explorer 1.

Au cours du programme de développement du missile Jupiter, l'équipe de Wernher von Braun a utilisé des missiles Redstone modifiés, baptisés Jupiter-C, pour accélérer la fusée jusqu'aux vitesses orbitales. Afin d'améliorer les performances du premier étage, ils ont attribué un contrat à la division Rocketdyne de North American Aviation pour trouver un carburant plus puissant.
Morgan a travaillé dans le groupe du Dr Jacob Silverman à la division Rocketdyne de North American Aviation. En raison de son expertise et de son expérience avec les nouveaux propulseurs de fusée, Morgan a été nommée responsable technique du contrat. Ses travaux ont abouti à un nouvel ergol, l'Hydyne. Comme Hydyne-LOX (oxygène liquide) était la combinaison de carburants utilisée pour la fusée Redstone, Morgan a suggéré de façon fantaisiste de nommer sa nouvelle formulation de carburant Bagel, car la combinaison de propulseur de la fusée s'appellerait alors Bagel et LOX (jeu de mots avec le lox (en), filet de saumon saumuré fréquemment servi sur un bagel). Son nom suggéré pour le nouveau carburant n'a pas été accepté, et Hydyne a été choisi à la place par l'armée américaine. Le Redstone standard était alimenté avec une solution d'alcool éthylique à 75 %, mais le premier étage Jupiter-C avait utilisé du carburant Hydyne, un mélange de 60% de diméthylhydrazine asymétrique (UDMH) et de 40% de diéthylènetriamine (DETA). C'était un carburant plus puissant que l'alcool éthylique, mais il était également plus toxique. Le carburant n'a été utilisé qu'une seule fois avec la fusée Rocketdyne Redstone, pour lancer Explorer 1, le premier satellite américain, après quoi il a été abandonné au profit de carburants plus performants. Le premier vol de R&D de Redstone propulsé par Hydyne a lieu le 29 novembre 1956:60 et l'Hydyne a ensuite propulsé trois vols d'essai de cône de nez de Jupiter-C.
En 1957, l'Union soviétique et les États-Unis s'étaient fixé pour objectif de placer des satellites en orbite terrestre dans le cadre d'une célébration scientifique mondiale connue sous le nom d'Année géophysique internationale. Dans cette entreprise, l'effort des États-Unis s'appelle le programme Vanguard. L'Union soviétique lance avec succès le satellite Spoutnik 1 le 4 octobre 1957, un événement suivi peu après par une explosion très publique et désastreuse d'une fusée Vanguard. La pression politique obligea les personnalités politiques américaines à autoriser un ancien spécialiste allemand des fusées, Wernher von Braun, à préparer sa fusée Jupiter-C pour un vol orbital. Dans le lanceur renommé (maintenant appelé Juno I), le propulseur a réussi à lancer le premier satellite américain, Explorer 1, en orbite le 31 janvier 1958.
Après le lancement du Jupiter C et de six Juno I, les États-Unis sont passés à des carburants plus puissants.

## Mort et hommages
Atteinte d'une maladie pulmonaire obstructive chronique, elle meurt d'emphysème le 4 août 2004 à l'âge de 82 ans, bien qu'elle ait cessé de fumer un jour de carême, 29 ans plus tôt.[réf. nécessaire] En juillet 2013, le magazine en ligne de la BBC publie une courte vidéo hommage à Morgan, racontée par son fils George Morgan.
Mary Sherman Morgan a fait l'objet d'une pièce de théâtre semi-biographique écrite par son fils, George Morgan. La pièce, Rocket Girl, a été produite par le Theatre Arts au California Institute of Technology (TACIT), dirigée par Brian Brophy, et a été diffusée au California Institute of Technology (Caltech) à Pasadena en Californie le 17 novembre 2008.
George Morgan a admis qu'il en savait étonnamment peu sur la vie et le travail de sa mère à sa mort, car elle travaillait dans une industrie liée à la défense et à la sécurité nationale et était limitée dans ce dont elle pouvait discuter. Le jeune Morgan avait construit et lancé des fusées artisanales avec des amis dans le désert de l'Arizona et, comme il se souvenait, « Si j'avais su à quel point ma mère possédait une expertise en fusée, nous aurions pu lui demander de l'aide et nous éviter beaucoup de problèmes »,. Son penchant pour garder des secrets était tel que George Morgan ne savait même pas qu'elle était malade d'emphysème jusqu'aux derniers mois de sa vie, et il n'était pas non plus au courant de l'existence de sa demi-sœur jusqu'en 2007.